# Hermann Klever
Hermann Klever (* 23. Januar 1537 in Lübeck; † 18. Februar 1597 ebenda) war Kaufmann und Ratsherr der Hansestadt Lübeck.

## Leben
Hermann Klever war Sohn des Lübecker Ratsherrn Albrecht Klever aus dessen zweiter Ehe mit Anna geb. Darsow, Tochter des Ratsherrn Hermann Darsow (⚭ 1536). Klever wurde 1588 in den Lübecker Rat erwählt, wo er das Amt des Wetteherrn innehatte.
Er war in erster Ehe mit einer Tochter des Lübecker Ratsherrn Andreas Bussmann verheiratet. In zweiter Ehe heiratete er eine Tochter des Ratsherrn Gotthard IV. von Höveln. Klevers Siegel findet sich in den Lübecker Bürgersiegeln.